# 加德纳·博尔特比
加德纳·博尔特比（英語：Gardner Boultbee，1907年4月23日—1980年8月1日），加拿大男子帆船运动员。他曾代表加拿大参加1932年夏季奥林匹克运动会帆船比赛，联同菲利普·罗杰斯、杰里·威尔逊和肯·格拉斯获得一枚铜牌。